# Акын Сара
Акын Сара (каз. Ақын Сара, до 2007 г. — Целинное) — село в Ескельдинском районе Жетысуской области Казахстана. Административный центр сельского округа Акын Сара. Код КАТО — 196457100. Названо в честь акына Сары Тастанбеккызы.

## Население
В 1999 году население села составляло 1341 человек (676 мужчин и 665 женщин). По данным переписи 2009 года, в селе проживало 1069 человек (526 мужчин и 543 женщины).